# Relações entre Paquistão e Turcomenistão
As relações entre Paquistão e Turcomenistão são as relações entre o Paquistão e o Turcomenistão. As relações entre os dois países foram estabelecidas depois que o Turcomenistão se tornou independente da União Soviética. O Paquistão foi um dos primeiros países a reconhecer a independência do Turcomenistão em dezembro de 1991. As relações diplomáticas formais foram estabelecidas em 10 de maio de 1992. Para celebrar o 10º aniversário da independência do Turcomenistão em 2001, o Paquistão emitiu selos com a bandeira do Turcomenistão. O Paquistão concedeu a aprovação ao Turcomenistão o acesso as águas quentes pelo Porto de Gwadar, bem como ao Irã e à Rússia, proporcionando assim o acesso direto do Turcomenistão ao Mar Arábico. 

## Compromissos estratégicos
Como parte do Corredor Econômico China-Paquistão, o Paquistão finalizou rotas terrestres (desde janeiro de 2016) destinadas a fornecer acesso a estados da Ásia Central, tal como do Turcomenistão ao Paquistão.  Tanto o Turcomenistão como o Paquistão são membros da Organização de Cooperação Económica. Em novembro de 2016, o Paquistão se juntou ao Acordo de Ashgabat que visa exportar gás turcomeno em toda a região, além do corredor Lapis Lazuli projetado para facilitar o comércio. 
O Paquistão afirmou seus compromissos com o Turcomenistão em uma conferência sobre Transporte Sustentável, na qual o Paquistão afirmou que "a conectividade regional, a integração econômica são pilares fundamentais da política externa do Paquistão".

## Relações comerciais diretas
O primeiro-ministro Nawaz Sharif e o presidente do Turcomenistão assinaram um memorando de entendimento e o primeiro-ministro Nawaz Sharif declarou que "a prioridade do Paquistão é expandir as relações comerciais e econômicas" e o presidente turcomeno declarou que "ambos os países compartilham pontos de vista semelhantes sobre a paz e a estabilidade regional".

## Gasoduto TAPI
O primeiro-ministro paquistanês Nawaz Sharif e o presidente turcomano Gurbanguly Berdimuhamedov, se engajam frequentemente em discussões regionais, especificamente considerações a longo prazo do gasoduto TAPI.